# Spizzico
Spizzico ist eine italienische Franchise-Restaurant-Kette, die zum weltweit operierenden Konzern Autogrill gehört. Es gibt momentan 169 Filialen in Italien, Griechenland, der Schweiz, Frankreich und den USA. Die Standorte sind Autobahnen, Flughäfen, Bahnhöfe, Hauptstraßen und Einkaufszentren. Die erste Spizzico-Filiale eröffnete 1994 in Vercelli im Piemont.
Spizzico ist in Italien die führende Fastfood-Pizza-Kette. Die meisten Restaurants verfügen über einen Speisesaal, manche Filialen aber auch nur über Stehtische. Oft teilen sich Spizzico-Restaurants dasselbe Gebäude mit anderen Schnellrestaurant-Ketten, die von Autogrill geführt werden. Dazu gehören in Italien auch die Restaurants von Burger King.  
Zu den Besonderheiten gehört, dass Spizzico als erste Fastfoodkette in Italien Menüs anbot, die aus einer Kombination von Pizza und Pommes frites bestehen. Außer frischen, im Ofen gebackenen Pizzen gehören auch die panzarotti (ein Kartoffel-Snack), Salate und Desserts wie Fruchtkuchen und -salate zum Angebot. Das Essen kann entweder in den Restaurants gegessen oder mitgenommen werden.
2001 expandierte die Imbisskette auch in die Schweiz.